# Musée de la Résistance norvégienne

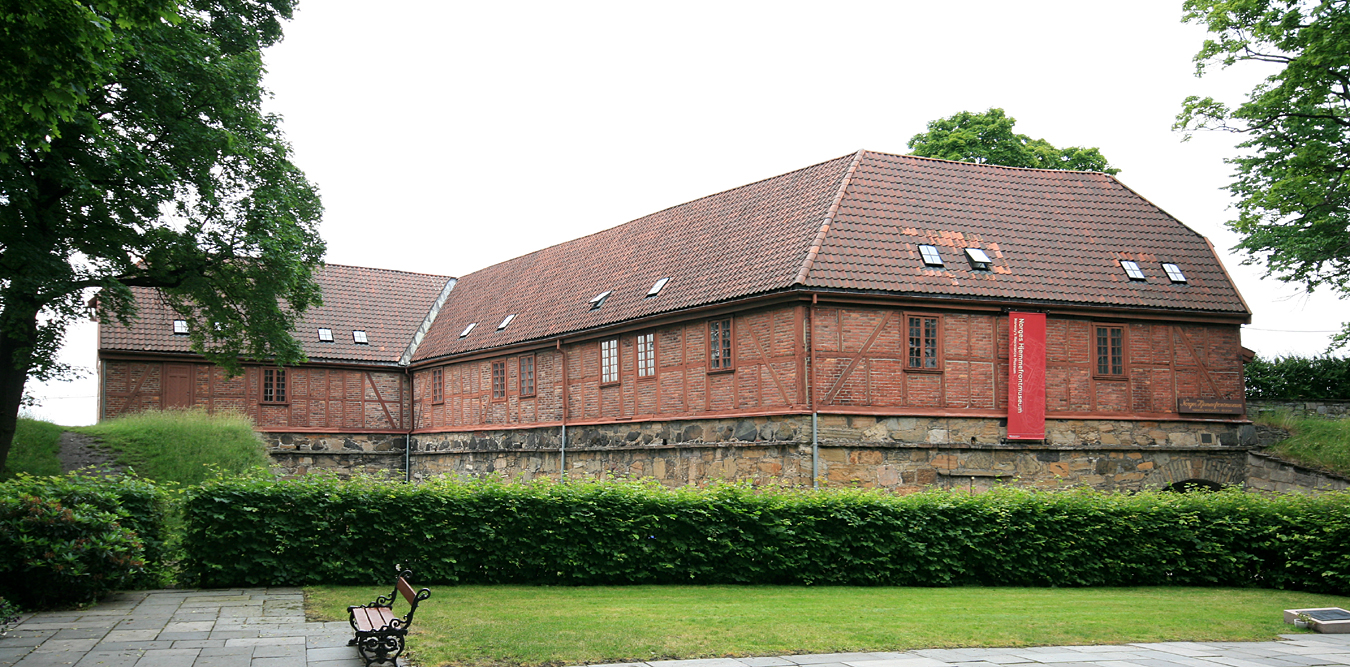
Bâtiment principal du musée

Le musée de la Résistance norvégienne (Norges Hjemmefrontmuseum), est un musée situé dans la citadelle d'Akershus à Oslo.
Ses collections retracent l'histoire de la Résistance norvégienne leur de l'occupation nazie entre 1940 et 1945.